# Campeonato Sul-Americano de Futebol Sub-20 de 2011
O Campeonato Sul-Americano de Futebol Sub-20 de 2011 foi a 25ª edição da competição organizada pela Confederação Sul-Americana de Futebol (CONMEBOL) para jogadores com até 20 anos de idade.
As partidas foram disputadas entre 16 de janeiro e 12 de fevereiro nas cidades de Arequipa, Tacna e Moquegua, no Peru. Além de distribuir quatro vagas para o Campeonato Mundial da categoria, na Colômbia, o torneio apurou as duas seleções que representarão a América do Sul no torneio de futebol dos Jogos Olímpicos de 2012, em Londres.
O Brasil conquistou o seu décimo primeiro título da competição, e o terceiro consecutivo. O outro representante sul-americano em Londres será o Uruguai, cuja última participação foi nos Jogos Olímpicos de 1928.

## Equipes participantes
Todas as dez equipes filiadas a CONMEBOL participaram do evento:
| Grupo A - Argentina - Chile - Peru - Uruguai - Venezuela | Grupo B - Bolívia - Brasil - Colômbia - Equador - Paraguai |

## Sedes
A Federação Peruana de Futebol anunciou as seguintes sedes para o torneio:
| Arequipa                   | Moquegua               | Tacna                 |
| -------------------------- | ---------------------- | --------------------- |
| Estádio Monumental da UNSA | Estádio 25 de Novembro | Estádio Jorge Basadre |
| Capacidade: 40.217         | Capacidade: 21.000     | Capacidade: 19.850    |
|                            |                        | Estádio Jorge Basadre |

## Árbitros
A Comissão de Árbitros da CONMEBOL selecionou dez árbitros e dez assistentes para o torneio.
| Árbitros          | Assistentes            |
| ----------------- | ---------------------- |
| ARG Diego Abal    | ARG Ricardo Casas      |
| BOL Raúl Orosco   | BOL Efraín Castro      |
| BRA Wilson Seneme | BRA Carlos Berkenbrock |
| CHI Jorge Osório  | CHI Francisco Mondría  |
| COL Wilmar Roldán | COL Rafael Rivas       |

| Árbitros             | Assistentes           |
| -------------------- | --------------------- |
| ECU Omar Ponce       | ECU Christian Lascano |
| PAR Antonio Arias    | PAR Rodney Aquino     |
| PER Víctor Carrillo  | PER César Escano      |
| URU Darío Ubriaco    | URU Miguel Nievas     |
| VEN Marlon Escalante | VEN Jorge Urrego      |

## Fórmula de disputa
As dez equipes participantes foram divididas em dois grupos de cinco para a disputa da primeira fase, onde enfrentaram os adversários dentro do grupo, totalizando quatro partidas para cada. As três equipes com o maior número de pontos em cada grupo avançaram para a fase final, disputada no sistema de todos contra todos. A equipe que somou o maior número de pontos ao final das cinco partidas foi declarada campeã sul-americana sub-20 e se classificou ao Campeonato Mundial de Futebol Sub-20 de 2011, assim como o vice-campeão, o terceiro e o quarto colocados. O campeão e o vice também se classificaram para os Jogos Olímpicos de Londres 2012.
Em caso de empate por pontos, a classificação se determinaria através dos seguintes critérios, seguindo a ordem:
1. Saldo de gols
2. Número de gols a favor (gols pró)
3. Resultado da partida entre as equipes em questão
4. Sorteio

## Primeira fase
Todas as partidas seguem o fuso horário do Peru (UTC-5).

### Grupo A
| Seleção   | P  | J | V | E | D | GP | GC | SG |
| --------- | -- | - | - | - | - | -- | -- | -- |
| Argentina | 10 | 4 | 3 | 1 | 0 | 8  | 4  | +4 |
| Chile     | 6  | 4 | 2 | 0 | 2 | 6  | 8  | -2 |
| Uruguai   | 4  | 4 | 1 | 1 | 2 | 6  | 5  | +1 |
| Peru      | 4  | 4 | 1 | 1 | 2 | 4  | 5  | -1 |
| Venezuela | 3  | 4 | 0 | 3 | 1 | 4  | 6  | -2 |

| 16 de janeiro | Argentina              | 2 – 1     | Uruguai     | Estádio Monumental da UNSA, Arequipa |
| 15:00         | Hoyos 58' · Iturbe 90' | Relatório | Polenta 38' | Árbitro: COL Wilmar Roldán           |

| 16 de janeiro | Peru | 0 – 2     | Chile                    | Estádio Monumental da UNSA, Arequipa |
| 17:10         |      | Relatório | Reyes 52' · Martínez 60' | Árbitro: PAR Antonio Arias           |

| 19 de janeiro | Peru        | 1 – 2     | Argentina                    | Estádio Monumental da UNSA, Arequipa |
| 17:30         | Callens 65' | Relatório | Funes Mori 3' · Zuculini 86' | Árbitro: BRA Wilson Seneme           |

| 19 de janeiro | Venezuela | 1 – 1     | Uruguai          | Estádio Monumental da UNSA, Arequipa |
| 19:40         | Reyes 19' | Relatório | F. Rodríguez 58' | Árbitro: BOL Raúl Orosco             |

| 22 de janeiro | Argentina  | 1 – 1     | Venezuela  | Estádio Monumental da UNSA, Arequipa |
| 15:00         | Araujo 55' | Relatório | Orozco 65' | Árbitro: PAR Antonio Arias           |

| 22 de janeiro | Chile | 0 – 4     | Uruguai                                     | Estádio Monumental da UNSA, Arequipa |
| 17:10         |       | Relatório | Cepellini 10', 44' · Luna 73' · Polenta 77' | Árbitro: ECU Omar Ponce              |

| 24 de janeiro | Chile       | 1 – 3     | Argentina                     | Estádio Monumental da UNSA, Arequipa |
| 18:00         | Márquez 69' | Relatório | Ferreyra 58', 67' · Mosca 73' | Árbitro: BOL Raúl Orosco             |

| 24 de janeiro | Peru        | 1 – 1     | Venezuela  | Estádio Monumental da UNSA, Arequipa |
| 20:10         | Noronha 15' | Relatório | Orozco 78' | Árbitro: COL Wilmar Roldán           |

| 27 de janeiro | Chile                                  | 3 – 1     | Venezuela | Estádio Monumental da UNSA, Arequipa |
| 18:00         | Pinto 24' · Gallegos 45' · Márquez 86' | Relatório | Meza 14'  | Árbitro: BRA Wilson Seneme           |

| 27 de janeiro | Peru                    | 2 – 0     | Uruguai | Estádio Monumental da UNSA, Arequipa |
| 20:10         | Ojeda 14' · Donayre 70' | Relatório |         | Árbitro: ECU Omar Ponce              |

### Grupo B
| Seleção  | P  | J | V | E | D | GP | GC | SG |
| -------- | -- | - | - | - | - | -- | -- | -- |
| Brasil   | 10 | 4 | 3 | 1 | 0 | 9  | 4  | +5 |
| Equador  | 7  | 4 | 2 | 1 | 1 | 5  | 3  | +2 |
| Colômbia | 5  | 4 | 1 | 2 | 1 | 7  | 8  | -1 |
| Paraguai | 4  | 4 | 1 | 1 | 2 | 6  | 8  | -2 |
| Bolívia  | 1  | 4 | 0 | 1 | 3 | 3  | 7  | -4 |

| 17 de janeiro | Colômbia          | 1 – 1     | Equador           | Estádio Jorge Basadre, Tacna |
| 19:00         | Cardona 71' (pen) | Relatório | Cazares 29' (pen) | Árbitro: PER Víctor Carrillo |

| 17 de janeiro | Brasil                          | 4 – 2     | Paraguai                   | Estádio Jorge Basadre, Tacna |
| 21:10         | Neymar 25' (pen), 33', 60', 63' | Relatório | Viera 51' · Montenegro 84' | Árbitro: ARG Diego Abal      |

| 20 de janeiro | Bolívia | 0 – 1     | Paraguai   | Estádio Jorge Basadre, Tacna  |
| 19:00         |         | Relatório | Torres 24' | Árbitro: VEN Marlon Escalante |

| 20 de janeiro | Colômbia          | 1 – 3     | Brasil                                  | Estádio Jorge Basadre, Tacna |
| 21:10         | Cardona 65' (pen) | Relatório | Casemiro 55' · Willian 63' · Neymar 86' | Árbitro: URU Darío Ubriaco   |

| 23 de janeiro | Brasil       | 1 – 1     | Bolívia  | Estádio 25 de Novembro, Moquegua |
| 11:30         | Henrique 41' | Relatório | Ríos 78' | Árbitro: CHI Jorge Osório        |

| 23 de janeiro | Equador     | 1 – 0     | Paraguai | Estádio 25 de Novembro, Moquegua |
| 13:40         | Montaño 60' | Relatório |          | Árbitro: URU Darío Ubriaco       |

| 25 de janeiro | Colômbia                 | 2 – 1     | Bolívia  | Estádio Jorge Basadre, Tacna |
| 19:00         | Franco 21' · Escobar 37' | Relatório | Ríos 57' | Árbitro: PER Víctor Carrillo |

| 25 de janeiro | Equador | 0 – 1     | Brasil       | Estádio Jorge Basadre, Tacna |
| 21:10         |         | Relatório | Henrique 24' | Árbitro: ARG Diego Abal      |

| 28 de janeiro | Equador                               | 3 – 1     | Bolívia  | Estádio Jorge Basadre, Tacna  |
| 19:00         | Chalá 57' · Caicedo 61' · Montaño 83' | Relatório | Ríos 42' | Árbitro: VEN Marlon Escalante |

| 28 de janeiro | Colômbia                            | 3 – 3     | Paraguai                   | Estádio Jorge Basadre, Tacna |
| 21:10         | Cardona 39', 87' (pen) · Ortega 70' | Relatório | Correa 32' · Ruiz 37', 57' | Árbitro: CHI Jorge Osório    |

## Fase final
| Seleção   | P  | J | V | E | D | GP | GC | SG  |
| --------- | -- | - | - | - | - | -- | -- | --- |
| Brasil    | 12 | 5 | 4 | 0 | 1 | 15 | 3  | +12 |
| Uruguai   | 10 | 5 | 3 | 1 | 1 | 4  | 7  | -3  |
| Argentina | 9  | 5 | 3 | 0 | 2 | 7  | 5  | +2  |
| Equador   | 8  | 5 | 2 | 2 | 1 | 3  | 2  | +1  |
| Chile     | 3  | 5 | 1 | 0 | 4 | 6  | 11 | -5  |
| Colômbia  | 1  | 5 | 0 | 1 | 4 | 1  | 8  | -7  |

| 31 de janeiro | Uruguai  | 1 – 0     | Colômbia | Estádio Monumental da UNSA, Arequipa |
| 16:50         | Luna 42' | Relatório |          | Árbitro: ARG Diego Abal              |

| 31 de janeiro | Argentina | 0 – 1     | Equador       | Estádio Monumental da UNSA, Arequipa |
| 19:00         |           | Relatório | Montaño 45+1' | Árbitro: BRA Wilson Seneme           |

| 31 de janeiro | Chile        | 1 – 5     | Brasil                                                         | Estádio Monumental da UNSA, Arequipa |
| 21:10         | Carrasco 18' | Relatório | Neymar 17', 47' · Lucas 65' · Diego Maurício 81' · Willian 89' | Árbitro: ECU Omar Ponce              |

| 3 de fevereiro | Uruguai    | 1 – 1     | Equador     | Estádio Monumental da UNSA, Arequipa |
| 16:50          | Mayada 17' | Relatório | Montaño 59' | Árbitro: PAR Antonio Arias           |

| 3 de fevereiro | Chile                       | 2 – 3     | Argentina                                        | Estádio Monumental da UNSA, Arequipa |
| 19:00          | Carrasco 15' · Gallegos 90' | Relatório | Ferreyra 50' (pen) · Iturbe 62' · Tagliafico 72' | Árbitro: PER Víctor Carrillo         |

| 3 de fevereiro | Brasil                           | 2 – 0     | Colômbia | Estádio Monumental da UNSA, Arequipa |
| 21:10          | Casemiro 2' · Diego Maurício 89' | Relatório |          | Árbitro: BOL Raúl Orosco             |

| 6 de fevereiro | Uruguai  | 1 – 0     | Chile | Estádio Monumental da UNSA, Arequipa |
| 15:50          | Luna 37' | Relatório |       | Árbitro: BRA Wilson Seneme           |

| 6 de fevereiro | Equador | 0 – 0     | Colômbia | Estádio Monumental da UNSA, Arequipa |
| 18:00          |         | Relatório |          | Árbitro: VEN Marlon Escalante        |

| 6 de fevereiro | Argentina                        | 2 – 1     | Brasil      | Estádio Monumental da UNSA, Arequipa |
| 20:10          | Funes Mori 7' (pen) · Iturbe 68' | Relatório | Willian 55' | Árbitro: COL Wilmar Roldán           |

| 9 de fevereiro | Colômbia         | 1 – 3     | Chile                                    | Estádio Monumental da UNSA, Arequipa |
| 16:50          | Magaña 2' (g.c.) | Relatório | Gallegos 24' · Bustos 42' · Carrasco 49' | Árbitro: PAR Antonio Arias           |

| 9 de fevereiro | Uruguai    | 1 – 0     | Argentina | Estádio Monumental da UNSA, Arequipa |
| 19:00          | Vecino 64' | Relatório |           | Árbitro: BOL Raúl Orosco             |

| 9 de fevereiro | Equador | 0 – 1     | Brasil      | Estádio Monumental da UNSA, Arequipa |
| 21:10          |         | Relatório | Casemiro 8' | Árbitro: PER Víctor Carrillo         |

| 12 de fevereiro | Colômbia | 0 – 2     | Argentina                         | Estádio Monumental da UNSA, Arequipa |
| 16:50           |          | Relatório | Ferreyra 14' (pen) · Zuculini 32' | Árbitro: VEN Marlon Escalante        |

| 12 de fevereiro | Equador    | 1 – 0     | Chile | Estádio Monumental da UNSA, Arequipa |
| 19:00           | Arroyo 72' | Relatório |       | Árbitro: COL Wilmar Roldán           |

| 12 de fevereiro | Uruguai | 0 – 6     | Brasil                                             | Estádio Monumental da UNSA, Arequipa |
| 21:10           |         | Relatório | Lucas 40', 42', 80' · Danilo 51' · Neymar 57', 62' | Árbitro: PAR Antonio Arias           |

## Premiação
| Campeonato Sul-Americano Sub-20 de 2011 |
| --------------------------------------- |
| Brasil                                  |
| BRASIL Campeão (11º título)             |

## Artilharia
| 9 gols (1) - BRA Neymar 4 gols (4) - ARG Facundo Ferreyra - BRA Lucas - COL Edwin Cardona - ECU Edson Montaño 3 gols (7) - ARG Juan Manuel Iturbe - BOL Darwin Ríos - BRA Casemiro - BRA Willian - CHI Bryan Carrasco - CHI Luis Felipe Gallegos - URU Adrián Luna 2 gols (9) - ARG Bruno Zuculini - ARG Rogelio Funes Mori - BRA Diego Maurício - BRA Henrique | 2 gols (continuação) - CHI Alejandro Márquez - PAR Óscar Ruiz - URU Diego Polenta - URU Pablo Cepellini - VEN Yohandry Orozco 1 gol (29) - ARG Claudio Mosca - ARG Michael Hoyos - ARG Nicolás Tagliafico - ARG Sergio Araujo - BRA Danilo - CHI José Martínez - CHI Lorenzo Reyes - CHI Ramsés Bustos - CHI Yashir Pinto - COL Andrés Ramiro Escobar - COL Michael Ortega - COL Pedro Franco - ECU Dixon Arroyo | 1 gol (continuação) - ECU Juan Cazares - ECU Marcos Caicedo - ECU Walter Chalá - PAR Brian Montenegro - PAR Claudio Correa - PAR Diego Viera - PAR Iván Torres - PER Alexander Callens - PER Ángel Ojeda - PER Diego Donayre - PER Osnar Noronha - URU Camilo Mayada - URU Federico Rodríguez - URU Matías Vecino - VEN José Alí Meza - VEN José Miguel Reyes Gols-contra (1) - CHI Cristian Magaña (para a Colômbia) |